# Pomník Helma
Pomník Helma (či také Pomník na zřízení opevnění u Huningenu) je empírová pískovcová socha na kvádrovém soklu. Nachází se v bývalé zámecké oboře v Loučeni v okrese Nymburk a upomíná na osobnost a válečnickou minulost Karla Aloise knížete Fürstenberka, jenž má nedaleko svůj kenotaf, a na padlé v bitvě u Huningue. Od 31. prosince 1965 je socha chráněna jako kulturní památka.

## Historie a popis
Empírový pomník pochází z počátku 19. století a je poctou osobnosti knížete Karla Aloise z Fürstenberku, majitele panství a válečného hrdiny, padnuvšího během války druhé koalice v bitvě u Stockachu. Socha je umístěna na vyvýšeném místě a tvoří ji kruhový základ, na němž je umístěn kvádrový podstavec. Na podstavec je zasazen menší kvádrovaný sokl, který nese sloup kruhového průřezu s oblounovou patkou, stylizovanou do vzoru vavřínového věnce s křížem převázaným stuhou. Na hlavici je umístěn nápis:
```
DEM ANDENKEN DER VON KARLN
NOV. 1796 BEY HUNINGEN ERRICHTETEN
ELISABETHEN SCHANZE GEWEIHT
[
5
]
```

Na vrcholu sloupu stojí oválný štít, jenž má po boku kouli a jílec meče (či kordu), a helma se vzpínajícím se Pegasem. Z helmice splývá neřasený plášť. Plastice meče chybí čepel.
Pomník se nachází v majetku Lesů České republiky a dříve patřil Lesnímu závodu Nymburk (polesí Loučeň). V roce 2021 prošel restaurátorským zásahem pod vedením Josefa Faltuse.